# امیرمحمد هوشمند
امیرمحمد هوشمند (زادهٔ ۱۹ اردیبهشت ۱۳۷۹) بازیکن فوتبال اهل ایران است که در پست مدافع میانی برای باشگاه فوتبال آلومینیوم اراک در لیگ برتر خلیج فارس بازی می‌کند.

## سوابق باشگاهی

### آلومینیوم اراک
امیر محمد هوشمند  فوتبال خود را از جوانان باشگاه فوتبال سایپا آغاز و در سال ۲۰۲۰ به باشگاه فوتبال  آلومینیوم اراک با قراردادی به مدت سه سال به این تیم پیوست و زیر نظر سیدمهدی رحمتی سرمربی وقت این باشگاه ۶۸ بازی به ثبت رساند و یکی از مدافعان ثابت این تیم بود.

### نساجی مازندران
در سال ۲۰۲۳ با قرار دادی به باشگاه فوتبال نساجی مازندران که سیدمهدی رحمتی را به عنوان سرمربی انتخاب کرده بودند پیوست و برای این تیم در ليگ قهرمانان آسیا بازی می کند و در مسابقه هفته دوم لیگ قهرمانان آسیا مقابل تیم فوتبال الهلال عربستان  از بازی اخراج شد این تیم عربستانی نیمار و چندین بازیکن سرشناس دیگر را به خدمت گرفته است.